# 吉興

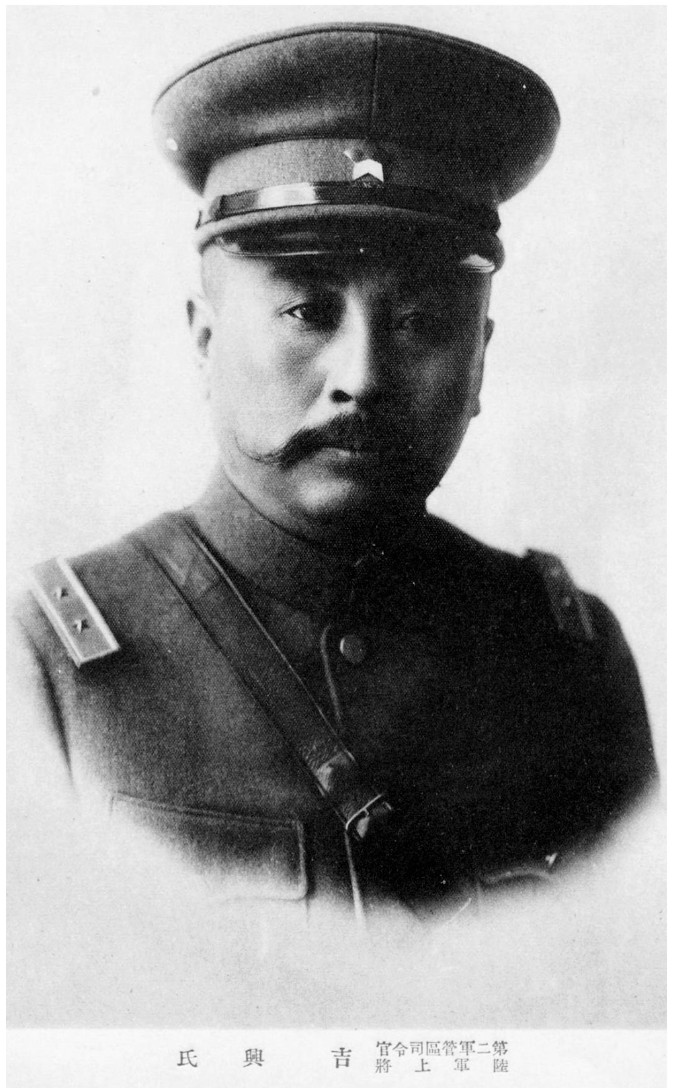
满洲国时期的吉兴

吉興（1879年—？）字培之，满族，爱新觉罗氏，盛京将軍管轄区奉天府承德县人，奉系、满洲国军事将领、政治人物。

## 生平

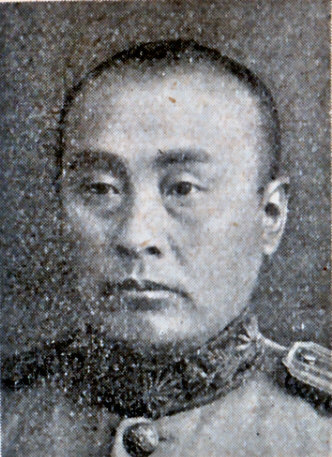
北洋政府时期的吉兴

吉興早年留学日本，自陸軍士官学校第8期砲兵科毕业。1911年归国後，成为陆军第20镇（驻新民县）见习军官。1912年任炮兵中尉。1913年任奉天省都督署军政厅编制科一等科员、代理科长，补陆军炮兵上尉，当年晋升炮兵少校。1914年至1915年，在奉天镇安上将军公署军务课一等课员，补陆军炮兵中校。1916年（民国5年），任安东鴨渾两江水上警察厅厅長。1917年任奉軍总司令部参謀处中校参谋兼第27師参謀長，补陆军炮兵上校。1918任北京奉軍总司令部参謀处长兼第27師参謀長。1919年至1920年（民国9年），任黑龙江省砲兵团团長。1921年，任吉林省督軍公署参議長，补陆军少将，兼省長公署参議。1924年（民国13年），任東北陸軍第13旅旅長兼延吉鎮守使，1928年补陆军中将。辖朱榕、王树棠、梁泮三个团。1931年（民国20年），任延吉警備司令。
1931年九·一八事变爆发，吉興追随熙洽支持关東軍。1932年（大同元年）3月，满洲国成立，吉兴被任命为吉林省全省警備司令官。1934年（康德元年）7月，吉林全省警備司令部改为第2軍管区，任司令官，获授陸軍上将位。1941年（康德8年）3月，接替张海鹏任侍从武官处武官長。1944年（康德11年）4月，任尚書府大臣。
1945年满洲国灭亡後，吉興被苏联红军逮捕，押往苏联。1950年7月31日，吉興被引渡回中国大陸，收監于撫順战犯管理所。1964年12月28日，吉兴成为第五批获特赦的战犯人员。

### 引用
1. 1 2  徐主編（2007）、306頁。
2. ↑  王等主編（1996）、344—345頁。
3. ↑  外務省情報部（1928）、791頁。
4. ↑  王等主編（1996）、345頁。
5. ↑  徐远举（2009）